# Le Jockey de l'amour
Pour les articles homonymes, voir Jockey (homonymie).
Pour plus de détails, voir Fiche technique et Distribution.
Le Jockey de l'amour (titre original : Home in Indiana) est un film américain réalisé par Henry Hathaway, sorti en 1944.

## Synopsis
L'adolescent Sparke Thornton emménage chez sa tante et son oncle dans leur ranch de l'Indiana. Il investit son temps dans un poulain qu'il prépare à être un cheval de course. Il tombe également amoureux de Char, une fille qui travaille dans la ferme de Godaw Boole.

## Fiche technique
- Titre original : Home in Indiana
- Titre français : Le Jockey de l'amour
- Réalisation : Henry Hathaway
- Scénario : Winston Miller, d'après le roman The Phantom Filly publié en 1942 par George Agnew Chamberlain (1879-1966).
- Photographie : Edward Cronjager
- Montage : Harmon Jones
- Musique : Hugo Friedhofer
- Son : W. D. Flick, Roger Heman
- Direction artistique : James Basevi, Chester Gore
- Décors : Thomas Little
- Costumes : Bonnie Cashin
- Producteur : André Daven
- Société de production : Twentieth Century-Fox Film Corporation
- Société de distribution : Twentieth Century-Fox Film Corporation
- Pays de production :  États-Unis
- Langue originale : anglais
- Format : couleur (Technicolor) — 35 mm — 1,37:1 — son Mono (Western Electric Recording)
- Genre : Film dramatique
- Durée : 103 minutes
- Dates de sortie : 
  - États-Unis : 15 juin 1944
  - France : 15 septembre 1948

## Distribution
- Lon McCallister : "Sparke" Thornton
- Charles Dingle : Godaw Boole
- Jeanne Crain : Charlotte "Char" Bruce
- June Haver : Christopher "Cri-Cri" Boole
- Walter Brennan : J. T. "Thunder" Bolt
- Charlotte Greenwood : Penelope Bolt
- Ward Bond : Jed Bruce

Acteurs non crédités
- Roger Imhof : Roger
- George Reed : Tuppy